# Радиссон, Пьер-Эспри

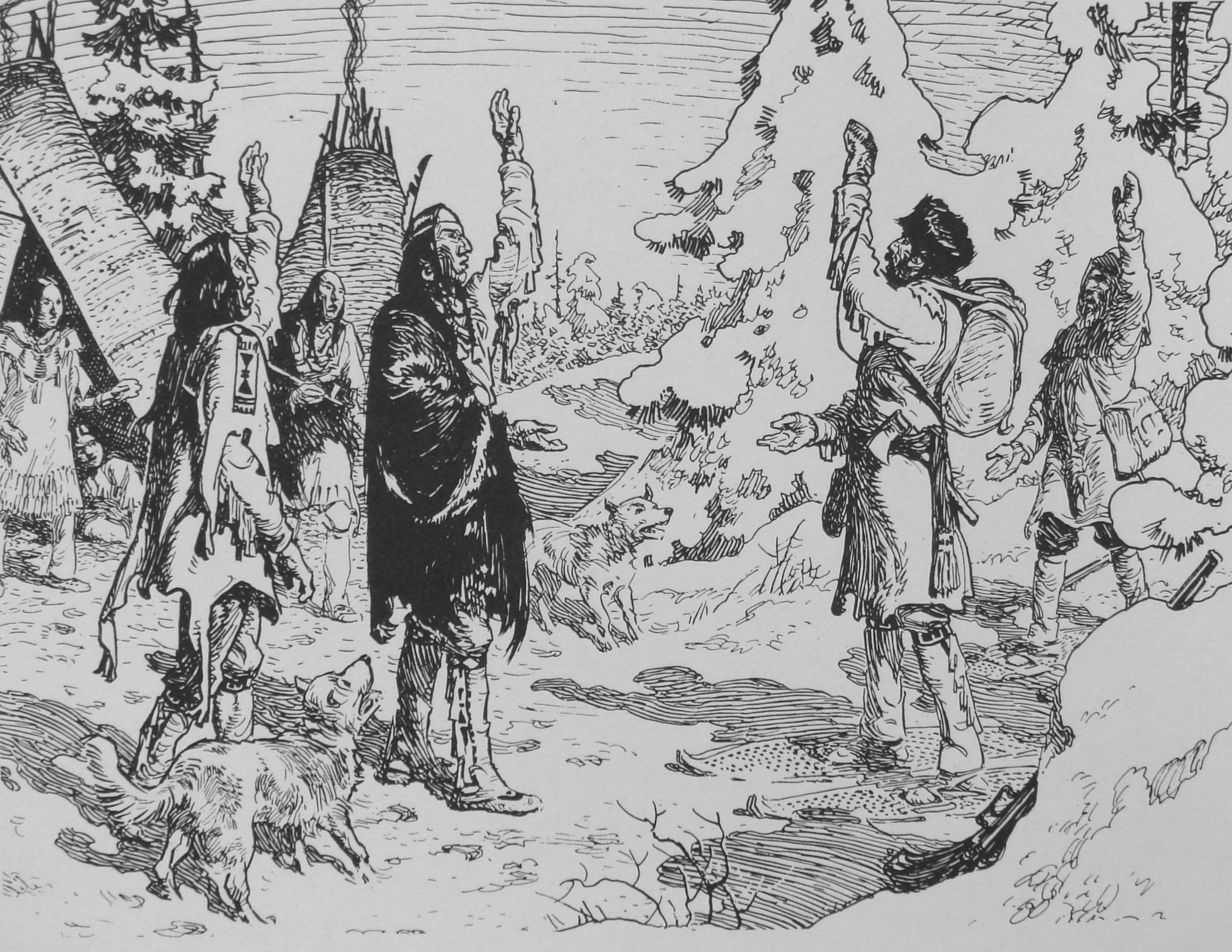
Прибытие Радиссона в лагерь индейцев в 1660 году

Пьер-Эспри Радиссон (фр. Pierre-Esprit Radisson, 1636, Франция, близ Авиньона — 1710 года, Англия,  Лондон) — французский исследователь и мехоторговец.
Аркадий Черкасов так характеризует Радиссона:
Пьер-Эспри Радиссон — один из самых романтичных и противоречивых персонажей канадской истории: неутомимый путешественник, вдумчивый исследователь, опытный мехоторговец, беспринципный авантюрист.

## Биография
Мало что известно о родителях исследователя, о дате его рождения и его раннем детстве. В письменном свидетельстве под присягой, датированном 1697 годом и в петиции 1698 года, Радиссон заявляет, что ему 61 и 62 года от роду соответственно, таким образом показывая, что он родился в 1636 году. Однако в переписных актах колонии Новая Франция за 1681 год указано, что ему 41 год, то есть год рождения 1640. В его собственных сочинениях сообщается, что его семья Айет-Радиссон происходила из города Сен-Мало. Однако более вероятно, что семья Радиссонов происходила из Авиньона или Парижа. Пьер-Эспри Радиссон, по-видимому, отец исследователя, крестился 21 апреля 1590 года в Карпантрасе (городок около Авиньона), и в 1607 жил в Авиньоне, где женился на Мадлен Эно (фр. Madeleine Hénaut), вдове Себастьена Айета (фр. Sébastien Hayet).
Маргарита Айет (фр. Marguerite Hayet), дочь Мадлен от первого брака, сыграла важную роль в жизни юного Радиссона. Скорее всего Пьер-Эспри прибыл в Новую Францию со своей сводной сестрой (в 1651 году). В 1646 году сестра вышла замуж за Jean Véron de Grandmesnil. В Новой Франции в то время было очень трудно и опасно, меховая торговля постоянно прерывалась набегами ирокезов, и жизнь была рискована даже на территории поселений. Во время одного из индейских набегов муж Маргариты был убит, в августе 1653 она снова вышла замуж за Шуара де Грозейе, который позже стал компаньоном Радиссона в исследовании Северной Америки.
Первое упоминание о Радиссоне в Новой Франции относится к захвату его ирокезами, возможно в 1651 году. В то время он, как и его сестра, жил в Труа-Ривьере.
По утверждению Радиссона, индейцы отнесились к нему доброжелательно, по-видимому из-за его юности. Он изучил местный язык и хорошо адаптировался к новому окружению, участвовал в походах индейцев. Однажды он совершил побег и почти добрался до Труа-Ривьера, но был пойман, подвергнут зверским пыткам и скорее всего был бы убит, если бы не вмешательство его индейской «семьи». Получил индейское имя Онинга. Во время одного из охотничьих путешествий Радиссон вместе с индейцами добрался до голландского форта Оранж (на месте современного Олбани) и комендант предложил его выкупить, но Пьер-Эспри отказался. Позже он пожалел о своём решении, повторно бежал и благополучно добрался до Оранжа. Иезуитский священник Жозеф-Антуан Понсе отправил Радиссона в Амстердам, куда Пьер-Эспри прибыл в начале 1654 года. В том же году Радиссон вернулся в Труа-Ривьер.
Известный канадский писатель Хью Макленнан писал:
К середине XVII столения Радиссон вместе со своим родственником Грозелье добрался до западного берега озера Мичиган. Тогда же (даты весьма приблизительны) эта пара достигла озера Суперьёр (Верхнее) и открыла волок, которым до их появления проследовали какие-то неизвестные, скорее всего французы. Вскоре они проникли в Миннесоту, к самой вершине бассейна величайшей реки континента. Когда правительство Новой Франции (людям, составлявшим его, всегда недоставало качеств, присущих их подданным) конфисковало меха у Радиссона и Грозейе, придравшись к отсутствию у них лицензии, оба эти исследователя переметнулись к англичанам — в результате была основана Компания Гудзонова залива
.

## Признание заслуг
Несмотря на то, что в своё время за голову Радиссона в Новой Франции была назначена награда, позже он стал чрезвычайно популярен среди франкоканадцев. Радиссон стал прототипом героев кинофильмов (в 1941 году в фильме «Гудзонов Залив» в роли Радиссона снялся Пол Муни, а в 1957—1958 канадской телекомпанией CBC Canadian Broadcasting Corporation был снят сериал «Radisson»), его именем названы улицы в квебекских городах, посёлок гидроэнергетиков на севере Квебека, городок в Саскачеване, станция метро в Монреале, международная гостиничная сеть Radisson Hotels & Resorts и ледокол Канадской береговой охраны